# Helina yaanensis
Helina yaanensis este o specie de muște din genul Helina, familia Muscidae, descrisă de Feng și Xue în anul 2003. Conform Catalogue of Life specia Helina yaanensis nu are subspecii cunoscute.